# Universidad de Ordu
La Universidad de Ordu (en turco: Ordu Üniversitesi) es una institución pública de educación superior creada en 2006 en la localidad de Ordu, Turquía.

## Afiliaciones
La universidad es miembro del Asociación de Universidades del Cáucaso.